# Lophoproctinus inferus
Lophoproctinus inferus är en mångfotingart som först beskrevs av Filippo Silvestri 1903.  Lophoproctinus inferus ingår i släktet Lophoproctinus och familjen Lophoproctidae.

## Underarter
Arten delas in i följande underarter:
- L. i. maurus
- L. i. maurus